# Las Rejas (estación)
Las Rejas es una estación ferroviaria que forma parte de la red del Metro de Santiago de Chile. Se encuentra subterránea, entre las estaciones Pajaritos y Ecuador de la línea 1. Se ubica en la intersección de la Avenida Las Rejas con la Alameda del Libertador Bernardo O'Higgins a la altura del 5.500, en el límite entre las comunas de Lo Prado y Estación Central.

## Historia
La estación Las Rejas fue el lugar escogido para el inicio de las obras de construcción del Metro de Santiago el 29 de mayo de 1969, siendo a la vez una de las estaciones contempladas en el primer tramo inaugurado el 15 de septiembre de 1975, entre las estaciones San Pablo y La Moneda.
El 21 de junio de 2002 ocurrió un descarrilamiento en la estación, obstaculizando las vías, sin registrarse heridos. El 17 de mayo de 2022 un tren de la Línea 1 que se encontraba en la estación sufrió una explosión por arco eléctrico de su banco de baterías debido a una falla técnica. El incidente ocurrió alrededor de las 7:45 —horario punta del servicio— provocando una evacuación masiva y dos personas heridas. Las estaciones entre San Pablo y Universidad de Santiago quedaron fuera de servicio hasta las 15:45, generando congestión vial en la superficie.

## Características y entorno
Exhibe una corriente constante y moderada de pasajeros, que se incrementa de manera notable en las horas peak de la mañana y en las tardes, debido a que es utilizada como punto de transbordo entre la Red de Metro y el sistema de buses que utilizan el eje de la Avenida Pajaritos con destino a las comunas de Maipú y Pudahuel. El hecho de que Maipú sea la comuna más grande del país y una "ciudad dormitorio" para los trabajadores del sector centro y oriente de la capital explica el explosivo aumento de flujo a horas determinadas. La estación posee una afluencia diaria promedio de 44 107 pasajeros.
Está decorada de una manera bastante peculiar, pues por sobre los andenes y adosadas a las paredes se encuentran sendas placas convexas de color azul elaboradas de material plástico-sintético, y que al dar en ellos el reflejo de la iluminación de los tubos fluorescentes, le da un espectro muy digno de mencionar.
En el entorno inmediato de la estación se ubican conjuntos residenciales en una combinación entre torres modernas de departamentos, edificios tipo block y tiendas de comercio minorista de mediados del siglo XX, además, se encuentra una agrupación de recintos hospitalarios conformada por el Clínica Hospital del Profesor, la Clínica Bicentenario y el Hospital Clínico Mutual de Seguridad.

### Accesos
| Acceso | Intersección                      |
| ------ | --------------------------------- |
| A      | Alameda con Heras                 |
| B      | Alameda con María Rozas Velásquez |
| C      | Alameda con Av. Las Rejas Sur     |
| D      | Alameda con Los Alerces           |

## Origen etimológico
Este nombre se remonta al del antiguo Fundo Las Rejas que ocupó gran parte de estas zonas y que le dio el nombre al barrio y a la avenida principal.

## Galería

Antiguo símbolo utilizado en la estación.
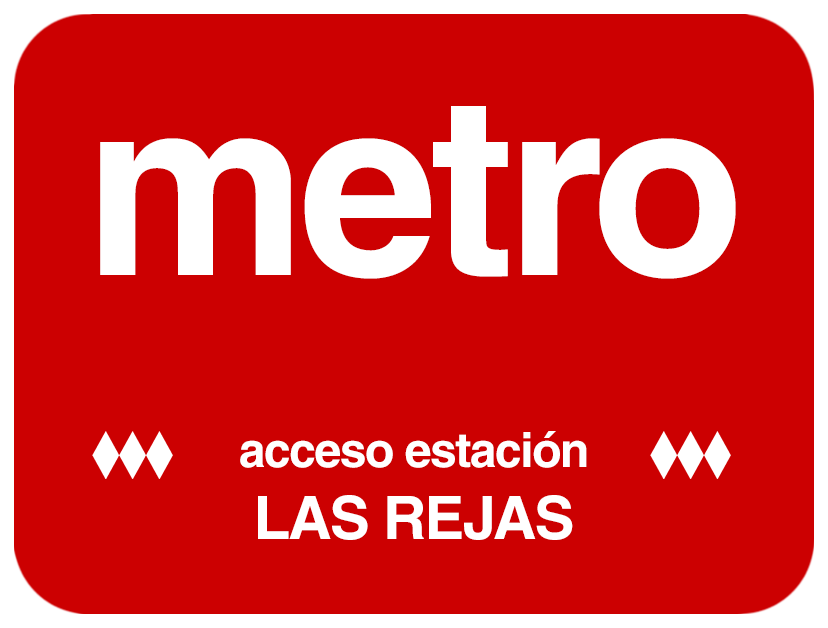
Letrero utilizado en los accesos a la estación hasta 1997.
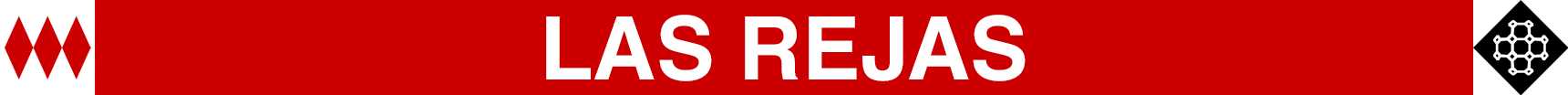
Cenefa antigua utilizada en los andenes.
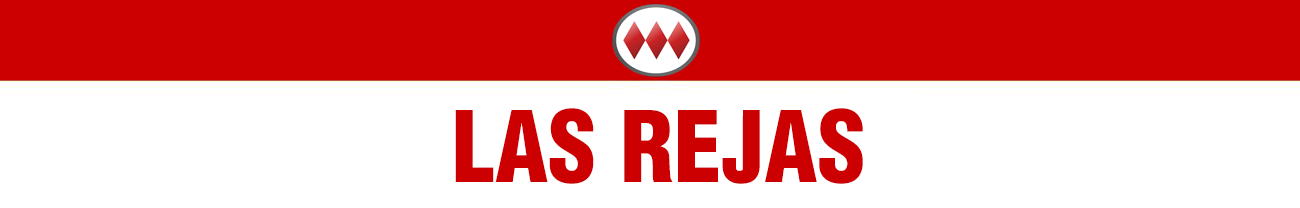
Cenefa utilizada actualmente en los andenes.
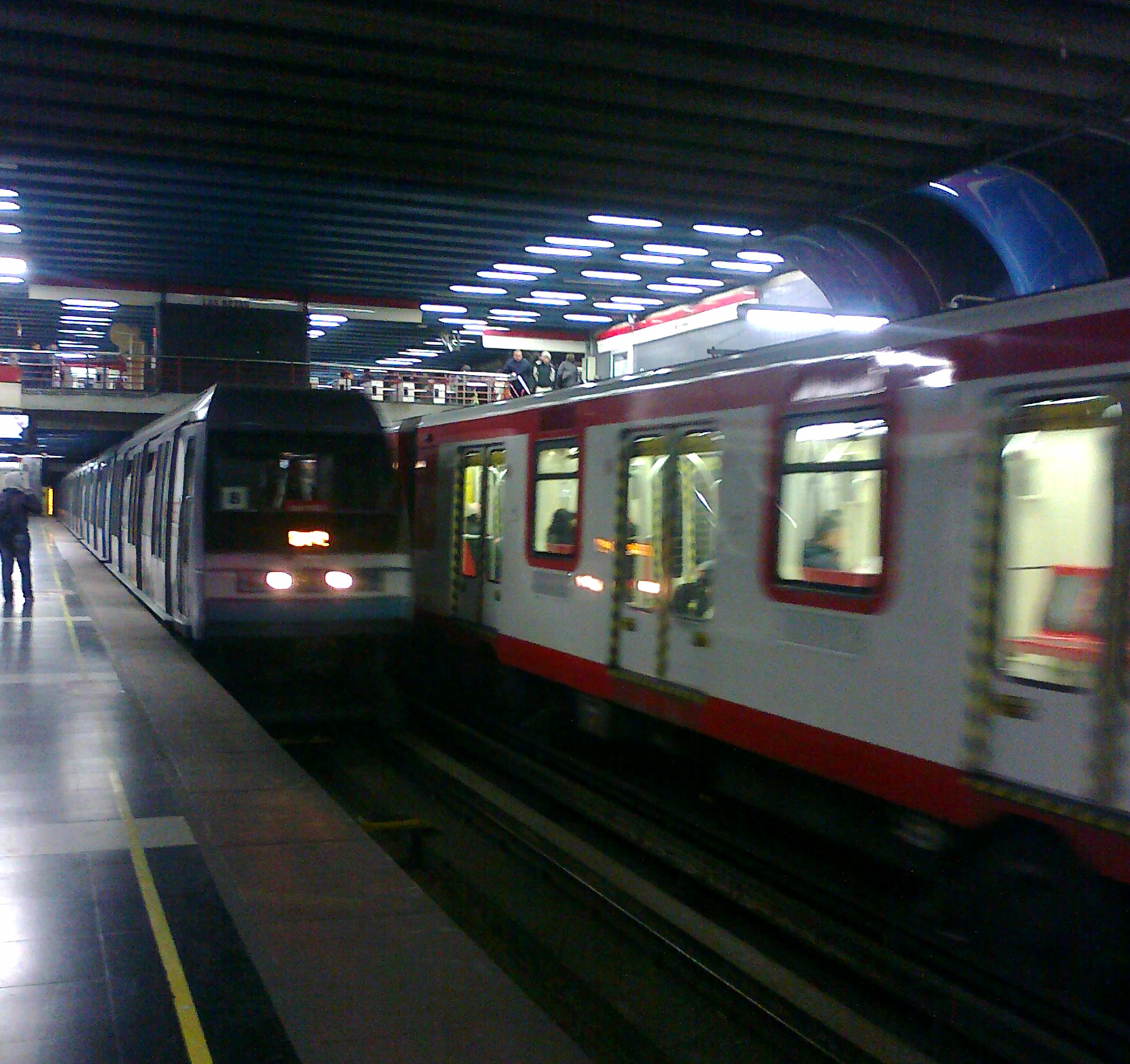
Vista desde uno de los andenes.

## Conexión con Red Metropolitana de Movilidad
La estación posee 14 paraderos de la Red Metropolitana de Movilidad en sus alrededores (sin la existencia de los paraderos 14 y 15), los cuales corresponden a:
| Paradero/ Código                     | Recorridos |
| ------------------------------------ | --- |
| Parada 1 / Metro Las Rejas (PI46)    | 101 (Recoleta) - 107 (Ciudad Empresarial) - I10 (USACH) |
| Parada 2 / Metro Las Rejas (PI1042)  | 510 (Río Claro) - 516 (Las Parcelas) - I08 (Metro San Alberto Hurtado) - I09 (Metro Universidad de Chile) - I09c (Fin del recorrido) - I09e (Metro Universidad de Chile)          |
| Parada 3 / Metro Las Rejas (PI400)   | 401 (Las Condes) - 412 (La Reina) - 418 (Av. Tobalaba) - 421 (San Carlos de Apoquindo) - 432n (La Reina) - 541n (Colón)                                                           |
| Parada 4 / Metro Las Rejas (PI470)   | 405 (Cantagallo) - 413c (Fin del recorrido) |
| Parada 5 / Metro Las Rejas (PI437)   | 106 (Peñalolén) - 404 (Mapocho) - 404c (Fin del recorrido) - 419 (Plaza Italia) - 423 (Plaza Italia) - 424 (Metro Universidad de Chile) - 431c (Fin del recorrido)                |
| Parada 6 / Metro Las Rejas (PJ165)   | 404 (El Descanso) - 404c (El Descanso) - 424 (Pudahuel Sur) - 510 (Pudahuel Sur) - 516 (Pudahuel Sur) - 541n (El Tranque)                                                         |
| Parada 7 / Metro Las Rejas (PJ112)   | 106 (Nueva San Martín) - 401 (Maipú) - 405 (Maipú) - 413c (Av. Portales) - 419 (Villa Los Héroes) - 421 (Maipú) - 423 (Nueva San Martín) - 431c (Nueva San Martín) - 432n (Maipú) |
| Parada 8 / Metro Las Rejas (PJ113)   | 412 (Enea) - 418 (Enea) |
| Parada 9 / Metro Las Rejas (PJ539)   | I09 (Rinconada) - I09c (Rinconada) - I09e (Rinconada) |
| Parada 10 / Metro Las Rejas (PJ538)  | I08 (Mall Arauco Maipú) |
| Parada 11 / Metro Las Rejas (PJ18)   | 101 (Cerrillos) - 102 (Pie Andino) - 107 (Av. Departamental) - 481 (Av. Portales) - I14 (Mall Plaza Oeste)                                                                        |
| Parada 12 / Metro Las Rejas (PJ1818) | I03 (Villa Los Héroes) - I03c (Valle Verde) - I10 (Villa Los Héroes) - I10n (Villa Los Héroes)                                                                                    |
| Parada 13 / Metro Las Rejas (PJ1613) | I03 (Metro Las Rejas) |
| Parada 16 / Metro Las Rejas (PI1661) | 102 (Metro Las Rejas) - 481 (Plaza Italia) - I10n (Alameda) - I13 (Metro San Alberto Hurtado) - I14 (Estación Central)                                                            |